# Duel
Duel er en aftalt tvekamp ført med dræbende våben, og som oftest udkæmpet på grund af en æreskrænkelse.

## Duellens historie
Tvekampe omtales i de islandske sagaer, men den egentlige duels oprindelse stammer fra den sydvesteuropæiske adel, der i løbet af 1500-tallet udviklede særlige regler: udfordring, aftalte regler, ens våben, sekundanter osv. Den danske adel indførte hurtigt denne skik til Danmark.
De tidlige dueller udkæmpedes oftest med sværd, og fægtningens kunst blev derfor også hurtigt udviklet. Ved indførelsen af enevælden i Danmark med Kongeloven, blev adelens magtmonopol brudt, og Frederik 3. gav mulighed for borgerlige at opnå høje embeder i regeringen. Magten centraliseredes, og kongen ønskede at udbrede sit magtmonopol til de adeliges dueller. Han nedsatte derfor en kommission, der skulle komme duellerne til livs. Resultatet kom under Christian 5. med paragrafferne mod dueller i Danske Lov (1683). Ifølge §6.8 skulle de duellerende og deres sekundanter "have forbrudt deres bestillinger tillige med deres gods, rørendes og urørendes såvel som deres liv efter sagens beskaffenhed". Desuden var der også straffe til dem, der kendte til dueller uden at angive dem. Loven forsøgte også at ændre synet på den tabte ære ved at slå fast, at den som ikke modtager en udfordring skal være "aldeles fri for ond eftertale". Men loven mindskede ikke fænomenet; tværtimod blev den også udbredt til middelklassen.
I 1700-tallet blev loven stadig strammet, men der vedblev at blive udkæmpet dueller. I slutningen af århundredet, og i løbet af 1800-tallet blev det udbredt at anvende pistoler til duellen. Snart udvikledes særlige duelsæt med to ens våben.
Men duellerne var begyndt at aftage. Det skete sandsynligvis på grund af den stadig voksende kritik af fænomonet blandt det sene 1700-tals borgerlige skribenter, der med inspiration fra oplysningstidens idéer fremhæver den sande ære som opfyldelsen af en de borgerlige og huslige pligter. I løbet af første halvdel af 1800-tallet var duellen begyndt at forsvinde fra borgerskabets kreds.
Den sidste offentlige duel i Danmark udkæmpedes mellem to studenter i Ermelunden i København i 1910. Den var på sabel og sluttede brat, da den ene duellant blev såret i låret. Der vedblev at blive udkæmpet hemmelige dueller i Danmark i de næste par år, fx deltog den ene af de to studenter i endnu to dueller i sin levetid, men de synes at være ebbet ud ved slutningen af 1. verdenskrig.

## Kendte dueller i Danmark
- Astronomen Tycho Brahe mistede sin næse i en duel i 1566, der forårsagedes af en matematisk diskussion.
- Peter Wessel Tordenskiold mistede livet i en duel 12. november 1720 med den livlandske adelsmand oberst Jacob von Staël von Holstein.
- Den 10. februar 1900 udkæmpede teaterkritikeren Edvard Brandes og skuespilleren Robert Schyberg en duel på pistoler på grund af en dårlig teateranmeldelse som Brandes havde skrevet. Begge duellanter slap uskadt, men blev idømt 14 dages hæfte.

## Andre dueller
- Italieneren Filippo Tommaso Marinetti gav et foredrag om futurisme i Lyceum-klubben i London i 1911, og udfordrede ved den anledning en irsk journalist til duel, idet denne havde talt nedsættende om den italienske hær.[5]
- Da Joseph Schumpeter boede i Czernowitz i Ukraina, vandt han en duel med den lokale universitetsbibliotekar om studenternes ret til at låne bøger. De to duellanter blev senere gode venner.[6]